# Drahobuz
Drahobuz (deutsch Drahobus) ist eine Gemeinde in Tschechien. Sie liegt 14 Kilometer östlich von Litoměřice und gehört zum Okres Litoměřice.

## Geographie
Das Dorf befindet sich an der Einmündung des Studený potok in den Úštěcký potok. Durch Drahobuz führt die Staatsstraße 269 zwischen Dubá und Vrutice.
Nachbarorte sind Břehoryje und Lada im Norden, Strážiště im Nordosten, Vědlice im Osten, Střížovice im Südosten, Malešov im Süden, Vrutice im Südwesten, Hrušovany, Trnová und Libínky im Westen sowie Jištěrpy im Nordwesten.

## Geschichte
Erstmals urkundlich erwähnt wurde Drahobuz im Jahre 1374. Zu dieser Zeit bestand im Ort eine Veste, die sich bis 1378, wie auch Verneřice, im Besitz von Petr Srša von Drahobuz befand. Die Familie zog dann nach Westböhmen in die Gegend von Nebílovy, wo sie sich Nebílovský von Drahobuz nannten. Im 15. Jahrhundert erfolgten mehrere Besitzerwechsel und 1483 erwarben die Berka von Dubá den Ort. 1542 gelangte Drahobuz an die Dubanský von Duban, die auch Liběšice besaßen.
Um 1575 erfolgte der Umbau der Feste zu einem Renaissanceschloss und 1629 wurde die Herrschaft an Heinrich von Nostitz auf Liboch verkauft. Ab 1669 gehörte Drahobuz den Grafen Kinsky und 1760 kaufte Franz Josef Pachta von Rayowa Drahobuz. Nachdem Jacob Veit 1801 die Herrschaft erworben hatte, schlug er sie zu Liběchov hinzu. Nach der Aufhebung der Patrimonialherrschaften wurde Drahobuz 1848 zu einer selbstständigen Gemeinde.
1877 verkaufte die Familie Veit das Gut an den Berliner Bankier Hermann Goldschmidt. 1879 erfolgte der Abriss des Schlosses, an dessen Stelle ein einfaches schmuckloses Gebäude errichtet wurde. 1930 lebten im Dorf 380 Menschen, davon 365 Deutsche.

## Gemeindegliederung
Die Gemeinde Drahobuz besteht aus den Ortsteilen Břehoryje (Brehor), Drahobuz (Drahobus) und Strážiště (Straschnitz), die zugleich auch Katastralbezirke bilden. Grundsiedlungseinheiten sind Břehoryje, Drahobuz, Lada (Laden) und Strážiště.

## Sehenswürdigkeiten
- neoromanische Kirche St. Wenzel in Strážiště, 1865 errichtet
- Kapelle in Lada
- gezimmerte Blockhäuser
- Eiche von Břehoryje, Naturdenkmal